# شورتس‌تاون
شورتس‌تاون (به انگلیسی: Shortstown) یک روستا در بریتانیا است که در ایستکات واقع شده‌است. شورتس‌تاون ۰٫۸۷۱ کیلومتر مربع مساحت و ۲٬۳۹۲ نفر جمعیت دارد.